# StandWithUs
A StandWithUs (SWU) é uma organização educacional sem fins lucrativos não-governamental de direita que defende interesses de Israel, com presença em vários países. Presidida no Brasil por André Lajst, seu principal objetivo é combater o antissionismo e o discurso de ódio.

## Fundação e organização
A StandWithUs foi fundada em 2001 por Roz Rothstein, uma terapeuta familiar em Los Angeles, cujos pais eram sobreviventes do Holocausto, seu marido Jerry Rothstein e Esther Renzer. A organização estabeleceu centros educacionais em diversas cidades, incluindo Los Angeles, Jerusalém, Nova Iorque, Londres e Toronto. No Brasil, está sediada em São Paulo e tem uma sucursal em Porto Alegre
No Brasil, a StandWithUs mantém um centro de reflexão conhecido como Laboratório de Estudos do Oriente Médio (LEOM), que reúne pesquisadores de instituições de ensino superior e pesquisa do país. Este grupo colaborativo busca aprofundar o entendimento sobre a região do Oriente Médio e promover o diálogo construtivo sobre questões importantes relacionadas a esse contexto.[carece de fontes?]
A organização promove programas educacionais abrangentes, como incentivo à leitura, estágios para estudantes do Ensino Médio, bolsas para jovens universitários e mestrado em História e Geopolítica do Oriente Médio.[carece de fontes?]